# (6881) Shifutsu
(6881) Shifutsu est un astéroïde de la ceinture principale.

## Description
(6881) Shifutsu est un astéroïde de la ceinture principale. Il fut découvert le 31 octobre 1994 à Oizumi par Takao Kobayashi. Il présente une orbite caractérisée par un demi-grand axe de 2,91 UA, une excentricité de 0,05 et une inclinaison de 2,9° par rapport à l'écliptique.

## Compléments